# Commission internationale d'enquête sur le Darfour
La Commission internationale d'enquête sur le Darfour (désormais la Commission[pas clair]) a été créée conformément à la résolution 1564 (2004) du Conseil de sécurité des Nations unies, adoptée le 18 septembre 2004. La résolution, adoptée en vertu du Chapitre VII de la Charte des Nations unies, a exhorté le secrétaire général à créer une commission internationale pour enquêter sur les violations des droits de l'homme commises au Darfour. Le mois suivant, le secrétaire général a nommé un groupe de cinq experts juridiques réputés : le président Antonio Cassese, Mohammed Fayek, Hina Jilani, Dumisa Ntsebeza (en) et Thérèse Striggner Scott. 
Le secrétaire général a décidé que le personnel de la Commission serait fourni[style à revoir] par le Haut-Commissariat des Nations unies aux droits de l'homme. Mona Rishmawi a été nommée directrice exécutive de la Commission et chef de son personnel. La Commission s'est réunie à Genève et a commencé ses travaux le 25 octobre 2004. Le secrétaire général a demandé à la Commission de lui faire rapport dans un délai de trois mois, soit le 25 janvier 2005.  